# Jan Jacob Slicher

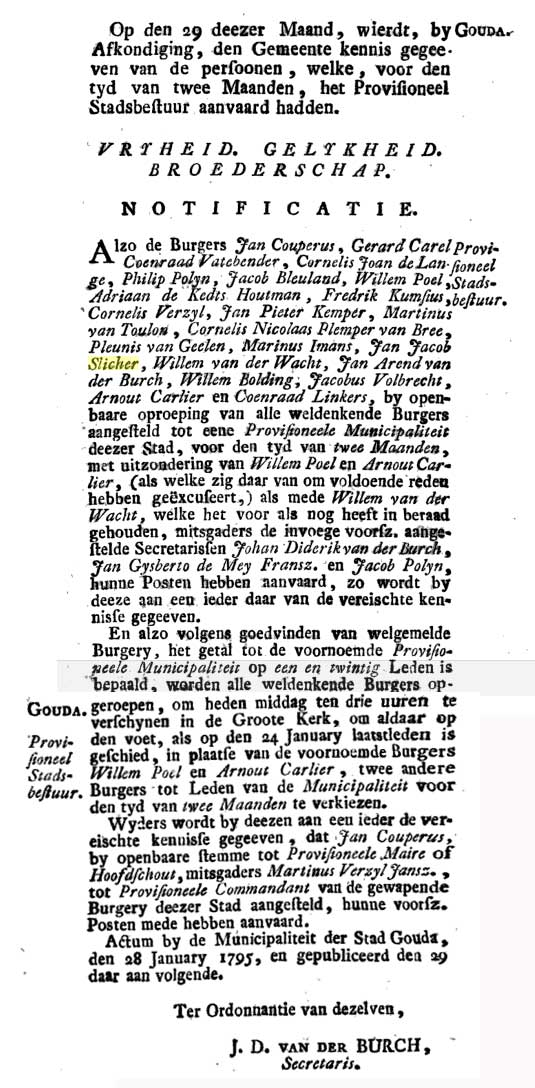
Nieuwe samenstelling stadsbestuur van Gouda in 1795

Jan Jacob Slicher (Bengalen, 22 september 1741 - Den Haag, 15 september 1806) was burgemeester van de Nederlandse stad Gouda.
Slicher, lid van de familie Slicher en zoon van de in Hougly in Bengalen werkzame dispensier mr. Jan Jacob Slicher en Willemina Adriana Hilgers, studeerde rechten aan de Universiteit Leiden. Hij promoveerde aldaar in 1764. Slicher vervulde diverse regentenfuncties in Gouda, de geboorteplaats van zijn vader, die overleed toen hij anderhalf jaar was. Slicher was onder meer lid van de Goudse vroedschap, schepen, burgemeester en de rederijkerskamer De Goudsbloem. Van het gezelschap maakte ook Jan Couperus, de pedagoog (en Slichers schoonzoon) Gerard Carel Coenraad Vatebender, de neerlandicus/archivaris Hendrik van Wijn, de dichteres Petronella Moens, Jan Verveer, Gerrit Brender à Brandis en de neven Abraham en Jan Jacob Vereul deel uit. Het genootschap telde relatief veel vrouwelijke leden. Hij werd als vooraanstaand patriot in 1787, na inval van de Pruisen door Frederik Willem II van Pruisen, ontslagen uit zijn bestuurlijke functies. Na de inval van de Fransen in 1795 maakte hij nog korte tijd deel uit van het nieuwe provisionele stadsbestuur van Gouda (zie afbeelding). Maar nog in datzelfde jaar vertrok hij naar Den Haag, waar hij in 1806 op 65-jarige leeftijd overleed.
Slicher was in zijn studieperiode in Leiden lid geworden van de vrijmetselaarssociëteit La Vertue aldaar. Hij was een van de eerste en een van de weinige Goudse vrijmetselaars in die periode in Gouda. Enkele jaren na zijn vertrek naar Den Haag zou de Goudse loge De Waare Broedertrouw worden opgericht.
Slicher was gehuwd met Wilhelmina Louise Quarles, dochter van de Goudse burgemeester mr. Lodewijk Quarles en Henriette van der Haer. Uit dit huwelijk werden tien kinderen geboren.